# Seigneurie d'Irlande
1171–1541
Entités précédentes :
- Irlande gaélique
- Royaume de Dublin

Entités suivantes :
- Royaume d'Irlande

La seigneurie d'Irlande (en irlandais : Tiarnas na hÉireann ; en anglais : Lordship of Ireland) est un ancien État médiéval couvrant théoriquement l'ensemble de l'île d'Irlande entre 1171 et 1541, créé à la suite de l'invasion normande de l'Irlande de 1169-1171.
Il marque le début de la domination des rois d'Angleterre d'origine normande sur l'île d'Irlande, qui portent le titre de « seigneur d'Irlande » à partir d'Henri II.

## Contexte
À tout moment de son existence, le gouvernement de cette seigneurie a rarement vu son autorité s'étendre à toute l'île d'Irlande. Cette autorité a longtemps été limitée au Pale, autour de Dublin, et à quelques villes provinciales, comme Cork, Limerick, Waterford, Wexford, et à leurs arrière-pays. La seigneurie d'Irlande doit son origine à la décision d'un roi de Leinster, Diarmait Mac Murchada, de faire venir un chevalier normand, basé au pays de Galles, Richard de Clare surnommé « Strongbow », pour l'aider à reconquérir son trône. Il avait en effet été renversé par une coalition menée par le nouveau haut-roi d'Irlande, Ruaidrí Ua Conchobair, alors que le titulaire précédent, Muirchertach MacLochlainn, l'avait soutenu. Henri II d'Angleterre, qui règne alors sur l'Angleterre et sur certaines parties de la France, envahit l'Irlande pour contrôler Strongbow, craignant que ce dernier devienne une menace pour la stabilité de son royaume, aux frontières ouest de celui-ci. Il y avait déjà eu auparavant des craintes que les réfugiés saxons se servent de l'Irlande ou de la Flandre comme base pour une contre-offensive après 1066. Ironiquement, le renforcement du sud du pays de Galles par les Plantagenêt suivants était en grande partie destiné à maintenir ouvertes les voies vers l'Irlande[pas clair].

## Laudabiliter 1155
Une autre raison pour laquelle Henri II avait envahi l'Irlande, était que le pape Adrien IV, le seul Anglais à avoir accédé au trône papal, avait publié la bulle Laudabiliter (1155), qui autorisait le monarque anglais à prendre possession de l'Irlande. Les pratiques et l'organisation religieuses en Irlande avaient divergé de celles des aires européennes plus directement influencées par le Saint-Siège, même si beaucoup de ces différences avaient été éliminées ou grandement atténuées au moment de la publication de cette bulle en 1155. En outre, l'ancienne Église irlandaise n'avait jamais envoyé à Rome son dû, la dîme. En dépit de cela, beaucoup d'historiens pensent que la motivation première d'Henri II d'envahir l'Irlande était de contrôler Strongbow et les autres seigneurs normands. Civilité et entraide ont un coût.
Le pape affirmait posséder le droit d'accorder la souveraineté sur des îles à différents monarques sur la base d'un document, appelé la Donation de Constantin, qui se révéla plus tard être un faux. Au XIXe siècle, la bulle Laudabiliter devint suspecte, mais en 1172, ses effets furent confirmés par le pape Alexandre III, puis par les évêques irlandais au synode de Cashel. La bulle papale donnait aux rois anglo-normands le titre de « Seigneur d'Irlande ». Waterford, Wexford et Dublin sont rattachés à la couronne anglaise. En 1175, le traité de Windsor consacre la suzeraineté anglaise et tous les royaumes irlandais doivent payer tribu à Henri II,.

## Jean Sans Terre, seigneur en 1185-1199
S'étant emparé, sur la côte est, d'une petite partie de l'Irlande, Henri II s'en servit pour résoudre une dispute qui divisait sa famille. En effet, ayant réparti ses terres entre ses fils, le cinquième et dernier, surnommé Jean Sans Terre, ne se trouva maître d'aucun territoire, d'où son surnom. En 1185, Henri donna ses terres irlandaises à Jean, qui devint « seigneur d'Irlande » (Dominus Hiberniae), le territoire correspondant étant la seigneurie d'Irlande.
Cependant le destin intervint par la mort des frères plus âgés de Jean. Pour cette raison, Jean devint roi d'Angleterre, et la seigneurie d'Irlande, au lieu d'être un pays distinct, gouverné par un jeune prince normand, devint une possession territoriale de la Couronne anglo-normande.

## Progrès et déclin
| \| Mac Cárthaigh (Desmond) Iar Connacht ⇐ Leinster (royaume) Uí Briain (Thomond) Uí Failghe Uí Néill Athlone Ballymoon Carlingford Carlow Cashel Castle · Roche Coleraine Cork Daingean Drogheda Dublin Dundalk Dungannon Enniscorthy Galway Greencastle Kinsale Lea Leighlin. et son château Limerick Rindown Roscommon Sligo Thurles Tipperary Tralee Waterford Wexford Youghal \| Seigneurie d'Irlande et royaumes irlandais en l'an 1300. |
| Mac Cárthaigh (Desmond) Iar Connacht ⇐ Leinster (royaume) Uí Briain (Thomond) Uí Failghe Uí Néill Athlone Ballymoon Carlingford Carlow Cashel Castle · Roche Coleraine Cork Daingean Drogheda Dublin Dundalk Dungannon Enniscorthy Galway Greencastle Kinsale Lea Leighlin. et son château Limerick Rindown Roscommon Sligo Thurles Tipperary Tralee Waterford Wexford Youghal                                                                |

La seigneurie prospéra dans les années 1200 grâce à un climat chaud et à de bonnes récoltes. Le système féodal fut introduit, et le Parlement d'Irlande naquit en 1297. Des comtés nouveaux furent créés par découpage et d'anciens domaines gaéliques adoptèrent le préfixe 'bally', du franco-normand 'villa'. Les villes fortifiées et les châteaux firent leur apparition. Mais cette union avec la société européenne dominante profita peu à ceux que les Normands appelaient les « purs Irlandais ».
L'élite normande et les gens d'église parlaient franco-normand et latin. Beaucoup de petits colons parlaient anglais, gallois ou néerlandais. Les zones gaéliques employaient des dialectes irlandais. La langue Yola du comté de Wexford remonte aux premiers dialectes anglais.
La seigneurie subit une invasion depuis l'Écosse par Édouard Bruce en 1315-18, qui détruisit une bonne part de l'économie. Le comté d'Ulster prit fin en 1333, et la peste noire de 1348-50 frappa davantage les normands citadins que les clans gaéliques. En 1366, les Statuts de Kilkenny tentèrent de conserver les aspects de la culture gaélique en dehors des zones contrôlées par les Normands, mais en vain. Les historiens font allusion à un renouveau gaélique entre 1350 et 1500, époque à laquelle la zone régie par la Couronne, le Pale, s'était réduite à une petite région autour de Dublin.
Entre 1500 et 1541, la situation était ambiguë. La plupart des clans demeuraient loyaux la plupart du temps, utilisant un système d'alliances propre aux gaéliques, centré sur le Lord lieutenant d'Irlande, qui était généralement le comte de Kildare. Mais la rébellion, conduite par Thomas FitzGerald, dixième comte de Kildare, mena à un système de gouvernement moins sympathique, dirigé principalement par des administrateurs d'origine anglaise. Cette rébellion et la saisie des monastères irlandais vers 1540 par Henri VIII conduisit, selon le plan de celui-ci, à créer un nouveau royaume basé sur le Parlement existant.

## De la seigneurie au royaume (1541)
Les monarques anglais continuaient à utiliser le titre de « seigneur d'Irlande » pour faire référence à leurs terres conquises sur l'île d'Irlande. Ce titre fut changé par le « Crown of Ireland Act », voté par le Parlement en 1541, quand, à sa demande, Henri VIII reçut le nouveau titre de roi d'Irlande, l'État étant renommé royaume d'Irlande. Henri VIII changea son titre, car la seigneurie avait été accordée à la monarchie normande par la papauté, et comme Henri était en conflit avec l'Église catholique, le titre de seigneur d'Irlande pouvait lui être contesté et même retiré par le Saint-Siège. Ainsi, parce que le roi d'Angleterre se séparait de Rome, il dut changer son titre irlandais. Henri voulait également que l'Irlande devînt un véritable royaume, afin de susciter plus de loyauté chez ses sujets irlandais. Certains d'entre eux prirent part à sa politique de Renonciation et restitution.

### Parlements et grands Conseils (1318-1369)
| - 1310 Kilkenny - 1320 Dublin - 1324 Dublin - 1327 Dublin - 1328 Kilkenny - 1329 Dublin | - 1330 Kilkenny - 1331 Kilkenny - 1331 Dublin - 1341 Dublin - 1346 Kilkenny - 1350 Kilkenny | - 1351 Kilkenny - 1351 Dublin - 1353 Dublin - 1357 Kilkenny - 1359 Kilkenny - 1359 Waterford | - 1360 Kilkenny - 1366 Kilkenny - 1369 Dublin |